# Бодил (награда)
Наградите „Бодил“ (на датски: Bodilprisen) са най-престижните датски филмови награди, присъждани от Датската национална асоциация на филмовите критици. Наградите са основани през 1948 г. и са едни от най-старите филмови награди в Европа. Отличията се връчват всяка година на церемония в Императорския театър в Копенхаген. „Бодил“ се раздават без оглед на комерсиалния успех на продукцията, а целта им е да отличат филмите или актьорите, които критиците смятат за най-достойни.
Името на наградите е в чест на две знаменити датски актриси – Бодил Ипсен (Bodil Ipsen) и Бодил Киер (Bodil Kjer). Статуетките са направени от порцелан и се произвеждат от датската фирма „Bing & Grøndahl“.

## Категории
- Най-добър датски филм
- Най-добър актьор
- Най-добра актриса
- Най-добър поддържащ актьор
- Най-добра поддържаща актриса
- Най-добър американски филм[1]
- Най-добър не-американски филм[2]
- Най-добър документален или късометражен филм
- Специална награда (по изключение)
- Почетна награда (по изключение)
- Най-добър европейски филм (1961–2000)
- Най-добър не-европейски филм (1961–2000)